# عقد 1990 في المغرب
عقد 1990 في المغرب هو العقد الخامس في تاريخ المملكة المغربية منذ حصوله على استقلاله.
تميز هذا العقد بالعديد من الإصلاحات السياسية التي بلغت ذروتها من خلال إصلاح الدستور عام 1996 الذي أقر خلق مجلسين جديدن مع توسيع المجالس الأخرى، وعلى الرغم من ذلك فلا زالت صلاحيات هذه المجالس محدودة نوعا ما.
تميز هذا العقد أيضا بالخلافات الشديدة بين أعضاء مجلس النواب وذلك عام 1999 عقب وفاة ملك المغرب الحسن الثاني.
بعد وفاة الملك في عام 1999، أصبحت المملكة أكثر ليبرالية خاصة بعد تولي ولي العهد محمد السادس العرش. هذا الأخير سن العديد من الإصلاحات المتعاقبة والمتتالية لتحديث المغرب وقوانينه، وقد شهدت البلاد تحسنا ملحوظا في مجال حقوق الإنسان، حيث أن الملك الجديد أعلن عفوه عن 8000 سجين سياسي أو سجين رأي كما خفض عقوبة 30,000 آخرين، ثم أنشأ لجنة لتعويض عائلات الناشطين السياسيين وغيرهم الذين تعرضوا للاحتجاز التعسفي في عهد والده.

## احداث
سياسية
- 1990 - انتفاضة فاس 1990.[2]
- 1990 - وضع الشيخ عبد السلام ياسين رهن الإقامة الجبرية (أكثر من 10 سنوات حتى 10 مايو 2000).
- 1991 - إطلاق سراح عائلة الجنرال المغربي محمد أوفقير التي قضت في الاعتقال 20 سنة بسبب اتهام الجنرال بالضلوع في محاولة إسقاط طائرة الحسن الثاني.
- 1994 - 20 غشت 1994 خطاب الحسن الثاني حول الامازيغية 1994 (شرع الحسن الثاني في نوع من الانفتاح السياسي بإلقائه خطابا يمكن الامازيغية.
- 1996 - أعلن الملك الحسن الثاني يوم 3 مارس 1996 عن إصلاح الدستور المغربي.، قُدم الدستور الجديد للاستفتاء في 13 سبتمبر 1996، حيث تم الحصول على 96,56 ٪ من الأصوات لصالحه.
- 1997 - الانتخابات التشريعية المغربية 1997.
- 1994 - يوم 24 غشت من عام 1994، حدثت تفجيرات إرهابية تهز المغرب، كان فندق اطلس اسني بمراكش مسرحا لها. تفجير فندق أطلس أسني (1994).

 رياضية 
- 1992 - شارك المغرب في نهائيات كأس الأمم الأفريقية 1992 واقصي من الدور الأول.
- 1994 - شارك المغرب في مونديال كأس العالم 1994 الذي اقيم في الولايت المتحدة الأمريكية واقصي من الدور الأول.
- 1989 -1990 فاز نادي الوداد الرياضي بــالدوري المغربي لكرة القدم.
- 1990فاز نادي الأولمبيك البيضاوي بكأس العرش المغربي .

 اقتصادية 
- 1994 - احتضنت مدينة مراكش مؤتمر توقيع اتفاقيات "الكات GATT" اتفاقيات التجارة الحرة.

 فنية 
- المطرقة والسندان (فيلم) للمخرج: حكيم نوري.
- عرس الآخرين (فيلم) للمخرج: حسن بنجلون.

 كوارث 
- 1994 - سقوط تحطم طائرة الخطوط الملكية المغربية الرحلة 630 تسبب في مقتل 44 شخص.

## مواليد
- زينب أفيلال - مغنية مغربية تؤدي الطرب الأندلسي بمختلف أنواعه.
- 1 يناير - إسماعيل الحداد (هو لاعب كرة قدم).
- 25 فبراير - يونس بلهندة (لاعب كرة قدم مغربي).
- 17 مارس - عبد الحميد الكوثري (لاعب كرة قدم مغربي).
- 26 مارس - رومان سايس (لاعب كرة قدم فرنسي/مغربي).
- 21 أغسطس - عمر القدوري (لاعب كرة قدم بلجيكي/مغربي).
- 14 أكتوبر - ياسين الخروبي (لاعب كرة قدم فرنسي/مغربي).

## وفيات

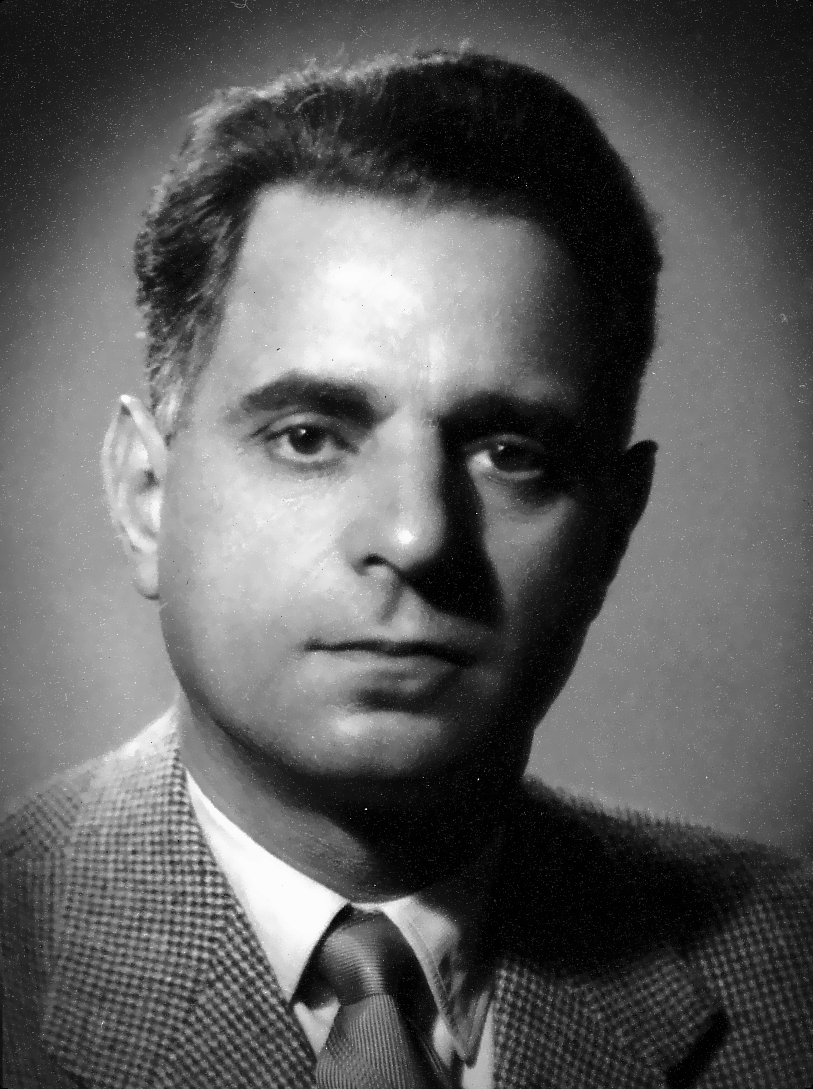
أحمد بلافريج

- 14 أبريل - أحمد بلافريج، (سياسي مغربي ترأس ثاني حكومة في المغرب بعد استقلاله).
- 3 أغسطس - جرمان عياش، مؤرخ مغربي
- 1999 - وفاة ملك المغرب الحسن الثاني.